# Богатырёв, Семён Семёнович
Семён Семёнович Богатырёв (1890—1960) — советский музыковед, композитор, доктор искусствоведения, профессор и проректор. Заслуженный деятель искусств РСФСР (1946).

## Биография и творчество
В 1907—1912 годах изучал право на юридическом факультете Харьковского университета, затем учился в Санкт-Петербургской консерватории у Я. Витолса, В. П. Калафати и М. О. Штейнберга. После окончания консерватории в 1915 году работал в ней преподавателем теории музыки. Затем до 1941 года работал в Харьковской консерватории (в 1919—1922 годах был перерыв в работе). С мая по октябрь 1941 года был ректором. Во время войны работал в Киевской консерватории, откуда был эвакуирован в Свердловск. С 1943 года — профессор классов композиции и контрапункта, проректор Московской консерватории. В 1947 году получил степень доктора искусствоведения за диссертацию на тему двойного канона.
Научные интересы Богатырёва были связаны с теорией контрапункта, в которой он являлся последователем С. И. Танеева в идеях математического обоснования контрапунктических комбинаций. В своём масштабном труде «Обратимый контрапункт» (Москва, 1960) Богатырёв исследовал инверсию и обращение контрапункта, а также частично его ракоходный вариант — ранее почти не исследованные области. Эта работа предлагает способы решения проблем контрапункта в современной европейской музыке, однако Богатырёв не питал к ней особых симпатий, хотя и активно изучал творчество А. Шёнберга и П. Хиндемита. Стиль Богатырёва — композитора близок к русскому академизму конца XIX века. Перу композитора принадлежат симфонические и камерные сочинения, однако он наиболее известен тем, что в 1951—1955 годах реконструировал симфонию ми-бемоль мажор П. И. Чайковского. Реконструкция Богатырёва получила широкое распространение и исполнялась крупными российскими и зарубежными дирижёрами.
Похоронен на Ваганьковском кладбище (37 уч.).

## Известные ученики
Установить точное число учеников Богатырёва не представляется возможным. Многие музыканты, учившиеся у него в 1920-е и 1930-е годы, вели большую творческую и административную работу. Особенно много их на Украине, так как свыше двух десятков лет педагогическая деятельность Семёна Семёновича была связана с этой советской республикой.
Среди учеников Богатырёва — композиторы, музыковеды, дирижёры, в том числе И. Аркин, В. Барабашов, О. Берндт, К. Богуславский, В. Борисов, Г. Бортновская, Л. Вербовский, Г. Гармаш, О. Гордели, А. Дашевский, И. Дунаевский, А. Жук, Д. Житомирский, З. Заграничный, А. Караманов, Д. Клебанов, Б. Кожевников, Н. Коляда, Э. Лазарев, А. Лазаренко, А. Лебедев, А. Лебединец, А. Литвинов, В. Нахабин, В. Овчинников, В. Кикта, М. Парцхаладзе, В. Рыбальченко, Д. Салиман-Владимиров, С. Сароян, Ю. Саульский, А. Сироткин, И. Способин, А. Стеблянко, М. Тиц, В. С. Тольба, Г. Тюменева, С. Файнтух, Г. Финаровский, Н. Фоменко, Ю. Н. Холопов, Б. Шварцштейн, А. Я. Штогаренко, Б. Л. Яровинский.
Шестеро из учеников Богатырёва были в своё время удостоены государственных премий: И. О. Дунаевский, Ю. С. Мейтус, В. С. Тольба, Ю. Н. Холопов, С. Ф. Цинцадзе и А. Я. Штогаренко.
Ясный ум, огромные познания в области теории и музыкальной литературы, нетерпимость к длинным цветистым разговорам о музыке, строгая логичность мысли, точность формулировок, прекрасный литературный язык — таким остался Богатырёв — педагог в памяти его учеников.

## Награды
- Орден Трудового Красного Знамени (28.12.1946)
- Заслуженный деятель искусств РСФСР (28.12.1946)

## Сочинения

### Оркестровые произведения
- Увертюра (1916)
- Увертюра-баллада (1926)
- Скерцо-увертюра (1927)
- Вариации (1932)
- Сюита (1956)

### Камерные произведения
- Два струнных квартета (1916, 1924)
- Сюита для струнного квартета (1955)
- Две сонаты для фортепиано (1913, 1925)
- Песни, сочинения для хора и др.